# The Walt Disney Company Portugal
The Walt Disney Company Portugal (TWDC; anteriormente Fox International Channels Portugal y Fox Networks Group Portugal) es una división de The Walt Disney Company con sede se encuentra en Lisboa, Portugal. Actualmente TWDC distribuye 11 canales, entre ellos Disney Channel, Star Channel, National Geographic, 24Kitchen, entre otros.
Aunque existe The Walt Disney Company Iberia con sede en Madrid, España,que sigue transmitiendo la señal de los canales Disney Channel y Disney Junior en Portugal, las funciones de marketing, producción, etc. se realizan desde las oficinas de Lisboa.
En 2020, fueron, por quinto año consecutivo, los líderes de la televisión de pago con más del 20% de la cuota de audiencia entre los canales de suscripción. "Por quinto año consecutivo, hemos mejorado nuestros resultados, (...) nos hemos centrado en la fuerza de nuestras marcas y contenidos, una estrategia que nos ha permitido crecer más que la media del mercado televisivo", dijo Luís Fernambuco, director general de TWDC Portugal.

## Historia
La división se inició en 2003, con el lanzamiento del canal Fox en el país luso el 1 de marzo de ese año.
En 2005, Fox y Fox Life lanzaron en TV Cabo el paquete Funtastic Life con el objetivo de atraer más suscriptores a su red digital. La inversión en los canales fue fuerte, sin revelar la cantidad exacta de dinero invertido en acciones de marketing, adquisición de formatos o la creación de un equipo local. Ya había establecido una estrategia para lanzar más canales en Portugal.
En octubre de 2015 se puso en marcha un canal para Angola y Mozambique, Mundo Fox.
En enero de 2016, 21st Century Fox anunció la reorganización de Fox International Channels Portugal. Los jefes de las divisiones regionales de FIC dependían del CEO Peter Rice y del COO Randy Freer de Fox Networks Group en los Estados Unidos, en lugar del CEO saliente de FIC, Hernán López, y la división pasó a llamarse Fox Networks Group Portugal.
El 20 de marzo de 2019, The Walt Disney Company adquirió 21st Century Fox, incluida Fox Networks Group Portugal, y posteriormente cambió su nombre y se reorganizó como The Walt Disney Company Portugal en 2020.
El 27 de noviembre de 2023, Disney anunció que los canales de la marca Fox cambiarían su nombre a Star el 7 de febrero de 2024.

## Canales de televisión en Portugal
- Disney Channel Portugal: Es el canal principal del grupo. Comenzó a emitirse el 28 de noviembre de 2001 y muestra las series y programas de animación del grupo (por The Walt Disney Company Iberia - audio en portugués)
- Disney Junior Portugal: Es un canal dirigido a los niños en edad preescolar. Comenzó a emitirse el 2 de noviembre de 2012. (por The Walt Disney Company Iberia - audio en portugués)
- Star Channel Portugal: (antes Fox Portugal): Canal de series y películas de FOX en Portugal y que emite entre otras la serie The Walking Dead.
- Star Comedy: (antes FX Portugal y Fox Comedy): Canal dedicado a las películas y series de comedia de FOX, como Los Simpson, Padre de familia, American Dad!, etc.
- Star Crime: (antes Fox Crime) Canal dedicado a las series de investigación.
- Star Life: (antes Fox Life) Canal dedicado al público femenino y las variedades
- Star Movies: (antes Fox Movies) Canal dedicado al cine.
- Star Mundo: (Antiguo MundoFOX Portugal): Canal dedicado a las variedades sólo disponible en Angola y Mozambique
- National Geographic
- National Geographic Wild: (Simulcast con la versión holandesa del canal - con audio en inglés y subtítulos en portugués)
- 24Kitchen: Canal culinario
- BabyTV

## Canales de televisión desaparecidos
- Disney Cinemagic Portugal: Fue un canal dedicado al cine de Disney, pero también a las series de animación surgidas de las películas de Disney. Tenía un canal múltiple digital llamado Disney Cinemagic HD, que fue lanzado el 1 de enero de 2009 y era transmitido en alta definición. Fue reemplazado por Disney Junior Portugal.
- ESPN America: Fue un canal de deporte.
- ESPN Classic: Fue un canal que contaba con deportes clásicos, biografías y efemérides, etc..

## Servicios de vídeo a la carta (VOD)

### Actuales
- Disney+ (películas y series de Disney, Disney Pixar, Star Wars, National Geographic, Marvel y Star)
- Star (Disney+) sección en Disney+, contiene más contenido para adultos y también alberga contenido de FX, FXX, Freeform, ABC Signature, Hulu, 20th Century Studios, Searchlight Pictures, y otros...)[19][20]

### Anteriores
- FOX+ (servicio a la carta con contenidos de los canales FOX)